# Apagomerina unica
Apagomerina unica là một loài bọ cánh cứng trong họ Cerambycidae.